# Villino Florio
Il Villino Florio all'Olivuzza è un edificio storico monumentale, sito nei pressi della Zisa a Palermo, in viale Regina Margherita. È sede di rappresentanza della Regione Siciliana.

## Storia

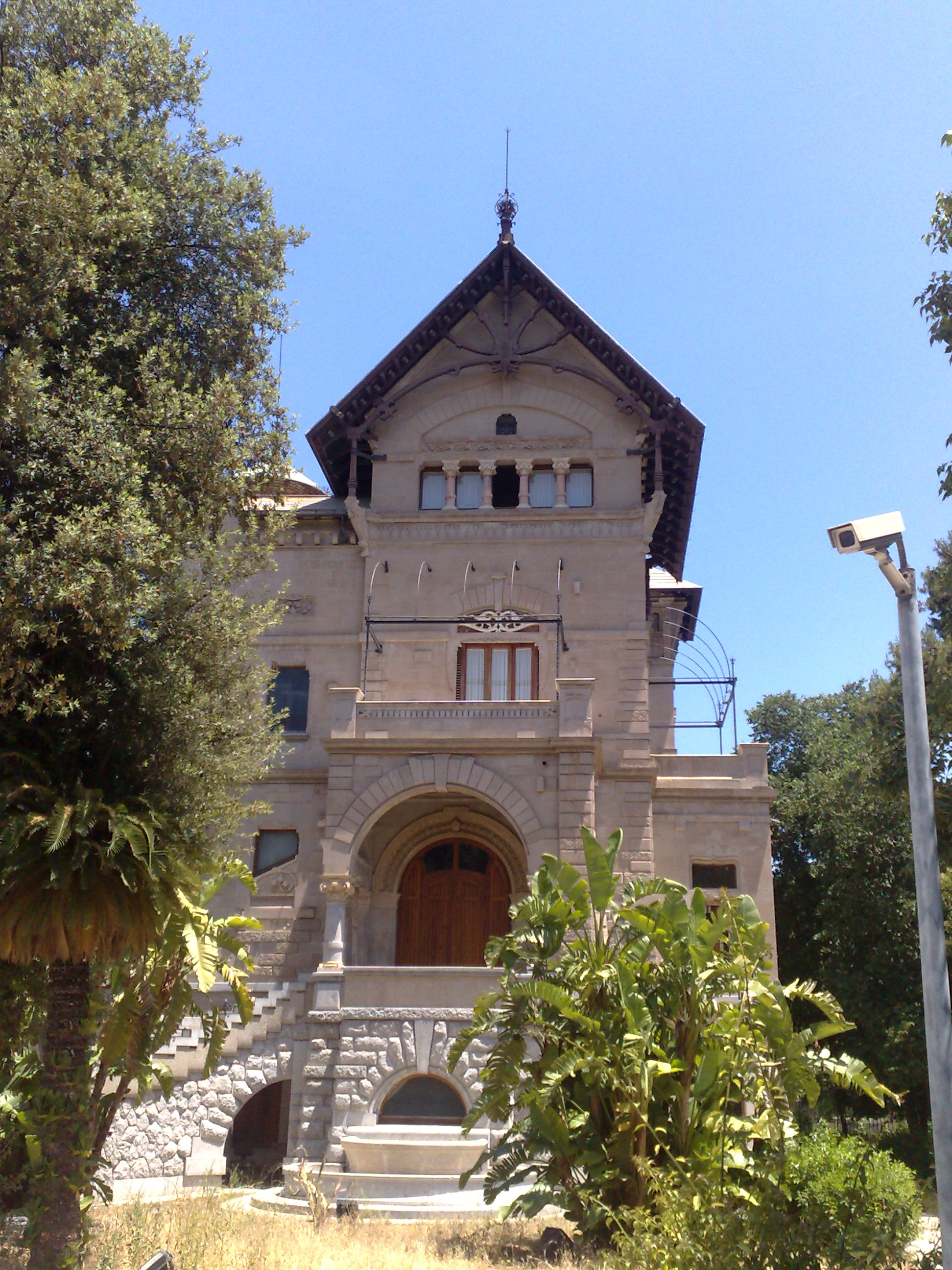
Ingresso al Villino Florio

Il Villino, immerso in un giardino ora circondato da alti edifici di nuova costruzione, venne costruito per volere della ricca famiglia Florio dall'architetto Ernesto Basile e realizzato tra il 1899 e il 1902.
Questa Palazzina è un esempio concreto di ciò che il celebre architetto intendeva per "progettazione integrale", una sintesi, cioè, di elementi medievali, moderne linee curve, raffinati intagli floreali, superfici barocche, capriate nordiche, torrette che rimandano ai castelli francesi, colonnine romaniche e bugnati rinascimentali. 
Basile disegnò anche gli interni e il mobilio realizzato poi dalla ditta Ducrot nel 1902. Dopo la guerra, il Villino fu abbandonato e nel 1962 durante il sacco di Palermo un incendio ne distrusse saloni e camere. 
Restaurato, ha riacquistato la sua bellezza, come pure lo splendido giardino circostante. Oggi è di proprietà della Regione Siciliana.

## Descrizione

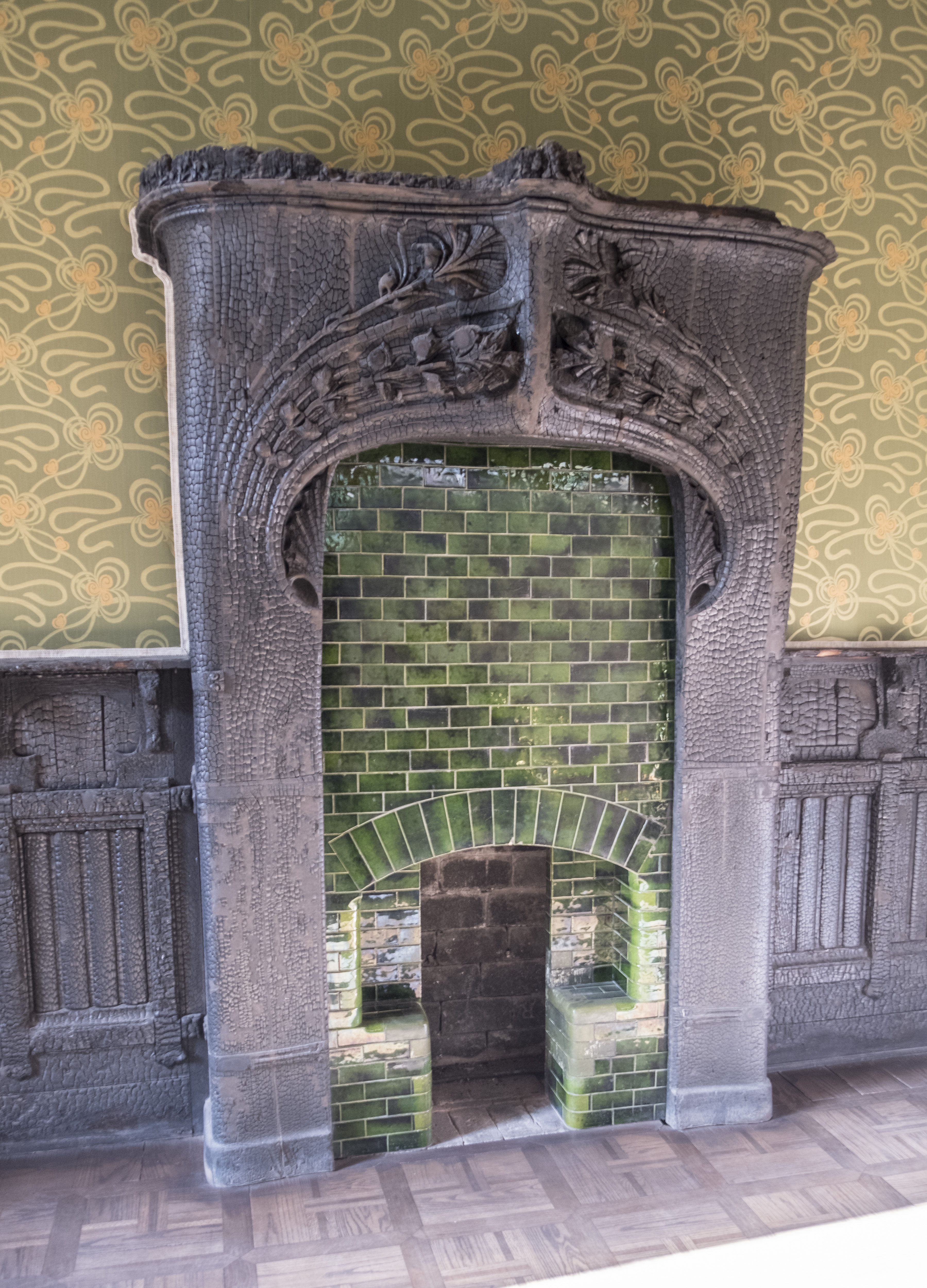
Un camino del Villino dell'Olivuzza

È una delle prime opere architettoniche in stile Liberty d'Italia e viene considerato uno dei capolavori dell'Art Nouveau anche a livello europeo. Essendo Ignazio Florio un uomo d'attitudine cosmopolita e molto dedito ai viaggi, il Basile in questa opera sembra voler ricreare tutte le tappe toccate dal ricco borghese inserendo nella struttura vari elementi, come facente parte di un itinerario: ricurve superfici barocche, capriate tipicamente nordiche, torrette cilindriche che rimandano ai castelli francesi, colonnine romaniche e bugnati rinascimentali sono tutti elementi sapientemente miscelati a creare un capolavoro di eclettismo ed originalità. 
Terminata l'età d'oro della famiglia, il villino cadde in disuso fino all'incendio del 1962, a seguito di attentato mafioso, che ne danneggiò parte dell'interno.

Dopo il restauro, ha ospitato gli uffici del Dipartimento Regionale per l'Architettura e l'Arte Contemporanea ed è una delle sedi di rappresentanza della Regione Siciliana.
Tra il 2005 e il 2015 il giardino del Villino Florio è stato oggetto di un pesante e discusso restauro.